# 沈龍威
沈龍威（Gabe Shum，1963年—），香港刺青（紋身）師傅，被譽為香港首席紋身師，其舅夫為民建聯之陳文華，大兒子為補英文名師，名為ALAN CHAN 陳卓麟。

## 簡歷
沈龍威在十歲那年跟父親到加納生活，後來他再到加拿大升讀美術專科。在畢業之後，他在美國定居，至2001年才返回香港發展。他的父親從事美術指導的工作。在長期的薰陶下，沈龍威自小對顏色和圖案的觸覺已經非常敏銳。而其對紋身的興趣是源自一份情意結。他曾跟一位意大利籍的師傅學藝三年。其後，他成為美國「Superior Tattoo Club」的終身會員，並取得紋身證書畢業。沈龍威在二十歲時，因為一個女孩子強出頭而用刀傷及一名洋人。結果他被監禁十個月。由於他於監獄中看到不同類型的紋身，這更加啟發他對紋身的興趣。
2008年大衛·碧咸訪港時，碧咸正為第100場國家隊的事宜而煩惱，而沈龍威免費將中國諺語「生死有命 富貴由天」紋在碧咸的左側。據其於節目《今日VIP》表示，他本來打算替大衛·碧咸紋上「物極必反，否極泰來」。但是，大衛·碧咸自覺未到達如此境界而改為紋上「生死有命 富貴由天」。大衛·碧咸指當他覺得自己達到「物極必反，否極泰來」的境界時，他會再找沈龍威紋身。除大衛·碧咸之外，其他光顧沈龍威的著名顧客還包括張栢芝、謝霆鋒、盧巧音、吳彥祖、甄子丹、勒邦·占士及高比·拜恩等人。

## 訪問
- 2002年11月19日：《太陽報》SUN 時事 每日專題
- 2008年3月27日：《壹週刊》第942期
- 2010年4月5日：《東方日報》
- 2013年4月5日：《今日VIP》

## 節目嘉賓
- 2015年：《今晚睇李》
- 2025年：《奇情谷》

## 軼聞
沈龍威在23歲時在朋友的小腿上紋了一條美人魚的圖案。而這是他第一件的作品。另外，他認為大日本帝國和納粹德國對人類帶來深遠傷害，故此他不會幫客人紋任何與其相關的標誌。

## 外部連結
- 香港首席紋身師 - GABE